# Méline Nocandy
Meline Nocandy (Saint-Claude, 25 februari 1998) is een Franse handbalspeler, die speelt voor Paris 92 en het Franse nationale team.

## Carrière

### Club
Nocandy werd geboren in Guadeloupe, waar ze handbal speelde voor de club Zayen La. Nadat de middenopbouwster door enkele Franse clubs ontdekt werd kwam ze in 2015 bij Metz Handball. In haar eerste twee seizoenen speelde Nocandy voornamelijk in het 2e team en kreeg af en toe speeltijd in het 1e team, dat speelt in de hoogste Franse competitie. Vanaf het seizoen 2017/18 was ze een vast lid van het 1e team. Met Metz Handball won ze het Franse kampioenschap in 2016, 2017, 2018, 2019 en 2022 en de Franse beker in 2017, 2019 en 2022. In de zomer van 2022 stapte ze over naar competitierivaal Paris 92. Na een knieblessure in september 2022 is Nocandy enkele maanden out.

### Nationaal team
Nocandy speelde voor het Franse nationale jeugdteam op het WK U-18 in 2016. Het jaar daarop won ze de gouden medaille op de EK U-19. Nocandy scoorde zes doelpunten in de finale en werd uitgeroepen tot beste Franse speler van de wedstrijd. In 2018 nam het nationale juniorenteam deel aan het WK U-20, waar de Fransen als zevende eindigden.
Nocandy verving de geblesseerde Grâce Zaadi in het eerste team van Frankrijk voorafgaand aan de Golden League 2019. Ze maakte op 21 maart 2019 haar internationale debuut in een wedstrijd tegen Roemenië. Datzelfde jaar verscheen Nocandy op het WK voor Frankrijk en scoorde 14 doelpunten in zeven optredens. Een jaar later won ze de zilveren medaille op het EK. Bij de Olympische Spelen van Tokio pakte ze met de Franse ploeg de olympische titel door de Russische ploeg te verslaan. Nocandy scoorde tijdens het olympisch toernooi in totaal 15 doelpunten. Later dat jaar won ze met de Franse ploeg zilver op de Wereldkampioenschappen .